# Nigeroza
Nigeroza, takođe poznata kao sakebioza, je šećer koji se ne može fermetisati. On se dobija parcijalnom hidrolizom nigerana, polisaharida prisutnog u crnoj plesni, a isto tako se može ekstrahovati iz dekstrana prisutnih u plasni pirinča i mnogih drugih fermentišučih microorganizama, kao što je na primer . Ona je disaharid formiran od dva glukozna ostatka, povezana 1->3 vezom. Ona je proizvod karamelizacije glukoze.